# 四圣宫
35°34′35″N 111°55′38″E / 35.57639°N 111.92722°E
四圣宫位于中国山西省翼城县西阎镇曹公村，因供奉尧、舜、禹、汤四圣而得名，2006年被列为第六批全国重点文物保护单位。
四圣宫始建于元至正年间，明清有重修。四圣宫坐北朝南，占地2338平方米，中轴线上有舞台、献殿、正殿，两侧有耳殿、配殿、廊房等建筑，其中正殿和舞台为元代建筑，余为明清所建。正殿面阔五间，进深五椽，悬山顶。舞台坐南朝北，宽7.71米，深7.21米，单檐歇山顶。